# Игнатий (Ферзли)
Митрополит Игнатий Ферзли (араб. المطران اغناطيوس فرزلي‎; 25 апреля 1913, Qaraoun, Бекаа — 8 августа 1997, Сан-Паулу) — архиерей Антиохийской православной церкви, епископ Сан-Паулу для Бразилии и Южной Америки.

## Биография
Родился 25 апреля 1913 года в Захле, Османская Сирия (ныне Ливан).
После окончания Патриаршей богословской школы в Дамаске он в 1933 году был рукоположен в сан Диакона Патриархом Александрийским Мелетием II, после чего служил в юрисдикции Александрийской православной церкви.
Продолжил изучение византийского христианского богословия в Халкинской богословской школе, обучаясь вместе со своим давним другом Арисом Койнидисом, который позднее стал патриархом Александрийским. В 1939 году окончил Халкинскую богословскую школу.
В 1939 году, в начале Второй мировой войны, решил вернуться в Египет, где был возведен на ранг Великого архимандрита. В 1945 году ему была поручена работа с молодёжью.
Затем он был назначен митрополитом Сан-Паульским от Антиохийской православной церкви, таким образом, став де-факто главой сирийско-ливанской греческой православной церкви Бразилии и Южной Америки. Он сказал фразу: «Все было так, чтобы я служил Православию на престоле Святого Марка [Греческая Церковь Египта, Судана и Африки], когда, к моему великому удивлению, меня назначили служить на престоле Св. Павла [Греческая церковь Южной Турции, Сирии, Ливана и Северо-Восточного Израиля], и внезапно моя личная миссия была „направлена“ в Бразилию».
8 — 15 июня 1968 года представлял Антиохийский патриархат на Четвёртом всеправославном совещании в Шамбези.

## Наследие
Игнатий служил духовным лидером сирийско-ливанских византийских христианских общин Бразилии и Южной Америки на протяжении большей части холодной войны, особенно напряженного периода, характеризовавшегося социальными и политическими потрясениями в Латинской Америке.
Его помнят как полиглота и эрудита, который мог «бегло говорить и писать на английском, русском, португальском, испанском, французском, новогреческом, классическом арабском, турецком и армянском языке».
Его личный помощник и пономарь, который много лет служил при Игнатиосе в Сиро-Ливанской греко-православной центральной церкви Сан-Паулу был отец Хабиб Аддад («Кури Хабиб»), дед по отцовской линии Фернандо Аддада, мэра Сан-Паулу.